# بطولة ويمبلدون 1926
قائمة ببطولات ويمبلدون لسنة 1926:

## فردي رجال
جان بورترا هزم  هاورد كاينسي . النتيجة: 8-6 6-1 6-3

## فردي سيدات
كيتي ماكين جودفري هزمت  ليلي دي ألفاريس. النتيجة: 6-2, 4-6, 6-3